# Sikoraks (luna)
Sikoraks je največji Uranov retrogradni nepravilni satelit. 

## Odkritje in imenovanje
Luno Sikoraks so odkrili Philip D. Nicholson, Brett J. Gladman,  Joseph A. Burns, John J. Kavelaars 6. septembra 1997 z uporabo teleskopa Hale (5 m) na Observatoriju Palomar (Kalifornija). V istem času je bila tam odkrita tudi retrogradna luna Kaliban.
Takrat je dobila začasno oznako  S/1997 U 2 

Uradno ime je  dobila po Sikoraksi (materi Kalibana) iz Shakespearjeve igre Vihar. 
Luna je znana je tudi kot  Uran XVII.

## Lastnosti
Luna Sikoraks kroži po zelo oddaljeni tirnici, ki je od planeta 20-krat bolj oddaljena kot najbolj oddaljeni pravilni satelit Oberon. Tirnica lune Sikoraks je vzvratna z zmerno izsrednostjo in naklonom. Parametri tirnice kažejo na to, da je bila nekdaj z lunama Setebos in Prospero del skupine, ki ima skupen izvor. 

Premer lune Sikoraks je ocenjen na 150 km, če upoštevamo albedo 0,04. To je največja nepravilna luna Urana. Primerjamo jo lahko s Himalijo (luna Jupitra). Barvo ima svetlordečo (barvni indeks je B – V = 0,87 V – R = 0,44 oziroma po drugih meritvah B – V = 1,01 V – R = 0,48 ). Je bolj rdeča kot Himalija, vendar manj kot telesa iz Kuiperjevega pasu.